# Peter Buxtun

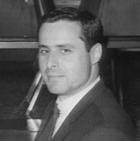
Peter Buxtun

Peter Buxtun (gelegentlich  auch Peter Buxton; geboren 1937 in Prag; gestorben 18. Mai 2024 in Rocklin, Kalifornien) war ein amerikanischer Sozialarbeiter und Mitarbeiter des United States Public Health Service, der aufgrund seiner Veröffentlichung der Tuskegee-Syphilis-Studie als Whistleblower bekannt wurde. Das Experiment wurde nach seinem öffentlichen Bekanntwerden eingestellt.

## Aufdeckung der Tuskegee-Syphilis-Studie
1965 arbeitete Buxtun als 27-Jähriger als Sozialarbeiter und Epidemiologe in San Franzisko, bevor er vom US Public Health Service als Interviewer für Patienten mit sexuell übertragbaren Erkrankungen eingestellt wurde. Während seiner Arbeit erfuhr er über Kollegen von der Tuskegee-Syphilis-Studie des Mediziners John Charles Cutler, bei der in Tuskegee in Alabama die Folgen unbehandelter Syphilis-Infektionen an fast 400 infizierten afroamerikanischen Landpächtern untersucht wurden.
Im November 1966 legte Buxtun bei der Abteilung für Geschlechtskrankheiten seiner Behörde offiziell Protest aus ethischen Gründen gegen die Studie ein. Der Protest wurde abgelehnt, weil die Studie noch nicht beendet war. Im November 1968 legte er erneut Protest ein, der ebenfalls als bedeutungslos abgelehnt wurde.

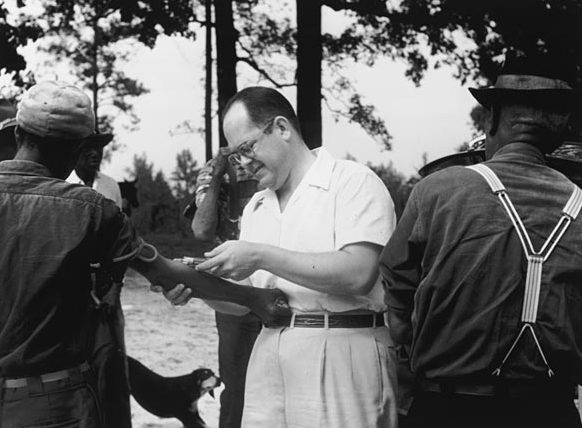
Untersuchung im Rahmen der Tuskegee-Syphilis-Studie

1972 informierte er schließlich die Journalistin Jean Heller vom Washington Evening Star über die Studie. Heller machte das Experiment in einem am 25. Juli 1972 erschienenen Artikel öffentlich bekannt; bereits am folgenden Tag war das Thema die Titelgeschichte der New York Times. In der Folge wurden von Senator Edward Kennedy Kongress-Anhörungen einberufen, bei denen Buxtun und offizielle Vertreter des United States Department of Health and Human Services angehört wurden. Die Studie wurde anhand der Ergebnisse kurz danach eingestellt.
Im Mai 1999 nahm Buxtun an der Einweihung eines Gedächtniszentrums mit öffentlicher Ausstellung zum Experiment in Tuskegee teil.

## Belege
1. ↑  Donald Granberg, John F. Galliher: A most human enterprise: controversies in the social sciences. Lexington Books, Lanham 2010, p. 3.
2. ↑  Tuskegee syphilis study whistleblower dies at age 86. In: PBS News. 15. Juli 2024, abgerufen am 23. Oktober 2024 (amerikanisches Englisch).
3. 1 2  Jean Heller:  The legacy of Tuskegee, 20. Juli 1997, S. 1D (englisch).
4. ↑  Allen Rubin, Babbie, Earl R.: Research Methods for Social Work. Thomson Wadsworth, 2005, ISBN 978-0-534-62109-4, S. 70 (englisch, google.com).
5. ↑  Stephen B., PhD Thomas, Quinn, Sandra Crouse, MEd: The Tuskegee Syphilis Study, 1932 to 1972: Implications for HIV Education and AIDS Risk Education Programs in the Black Community. In: American Journal of Public Health. 81. Jahrgang, Nr. 11. American Public Health Association, November 1991, ISSN 1541-0048, S. 1498–1505, doi:10.2105/AJPH.81.11.1498, PMID 1951814, PMC 1405662 (freier Volltext) – (englisch, minority-health.pitt.edu (Memento des Originals vom 1. Juli 2007 im Internet Archive) [abgerufen am 6. März 2008]).
6. ↑  Jeff Stryker:  Tuskegee's long arm still touches a nerve, 13. April 1997, S. 4 (englisch).
7. ↑   Center launched as training tool, 17. Mai 1999 (englisch).

| Personendaten    | Personendaten                                   |
| ---------------- | ----------------------------------------------- |
| NAME             | Buxtun, Peter                                   |
| ALTERNATIVNAMEN  | Buxton, Peter                                   |
| KURZBESCHREIBUNG | amerikanischer Sozialarbeiter und Whistleblower |
| GEBURTSDATUM     | 1937                                            |
| GEBURTSORT       | Prag                                            |
| STERBEDATUM      | 18. Mai 2024                                    |
| STERBEORT        | Rocklin, Kalifornien                            |